# Hoffmannia ixtlanensis
Hoffmannia ixtlanensis är en måreväxtart som beskrevs av David H. Lorence. Hoffmannia ixtlanensis ingår i släktet Hoffmannia och familjen måreväxter. Inga underarter finns listade i Catalogue of Life.